# Fierville-les-Parcs
Fierville-les-Parcs est une commune française, située dans le département du Calvados en région Normandie, peuplée de 236 habitants (les Fiervillais).

## Géographie

### Localisation
| Manneville-la-Pipard, Pierrefitte-en-Auge | Manneville-la-Pipard | Le Mesnil-sur-Blangy      |
| Pierrefitte-en-Auge                       | Fierville-les-Parcs  | Blangy-le-Château         |
| Le Breuil-en-Auge                         | Le Breuil-en-Auge    | Saint-Philbert-des-Champs |

### Hydrographie
La commune est située dans le bassin Seine-Normandie. Elle est drainée par la Touques, le Chaussey, le canal 01 des Communs et le canal 02 des Communs,,.
La Touques, d'une longueur de 108 km, prend sa source dans la commune de Champ-Haut et se jette  dans la baie de Seine en limite de Trouville-sur-Mer et de Deauville, après avoir traversé 42 communes. Les caractéristiques hydrologiques de la Touques sont données par la station hydrologique située sur la commune de Pierrefitte-en-Auge. Le débit moyen mensuel est de 7,17 m3/s. Le débit moyen journalier maximum est de 32,3 m3/s, atteint lors de la crue du 26 février 2024. Le débit instantané maximal est quant à lui de 40,8 m3/s, atteint le 3 février 2021.
Le Chaussey, d'une longueur de 13 km, prend sa source dans la commune du Pin et se jette  dans la Touques sur la commune, après avoir traversé sept communes. 

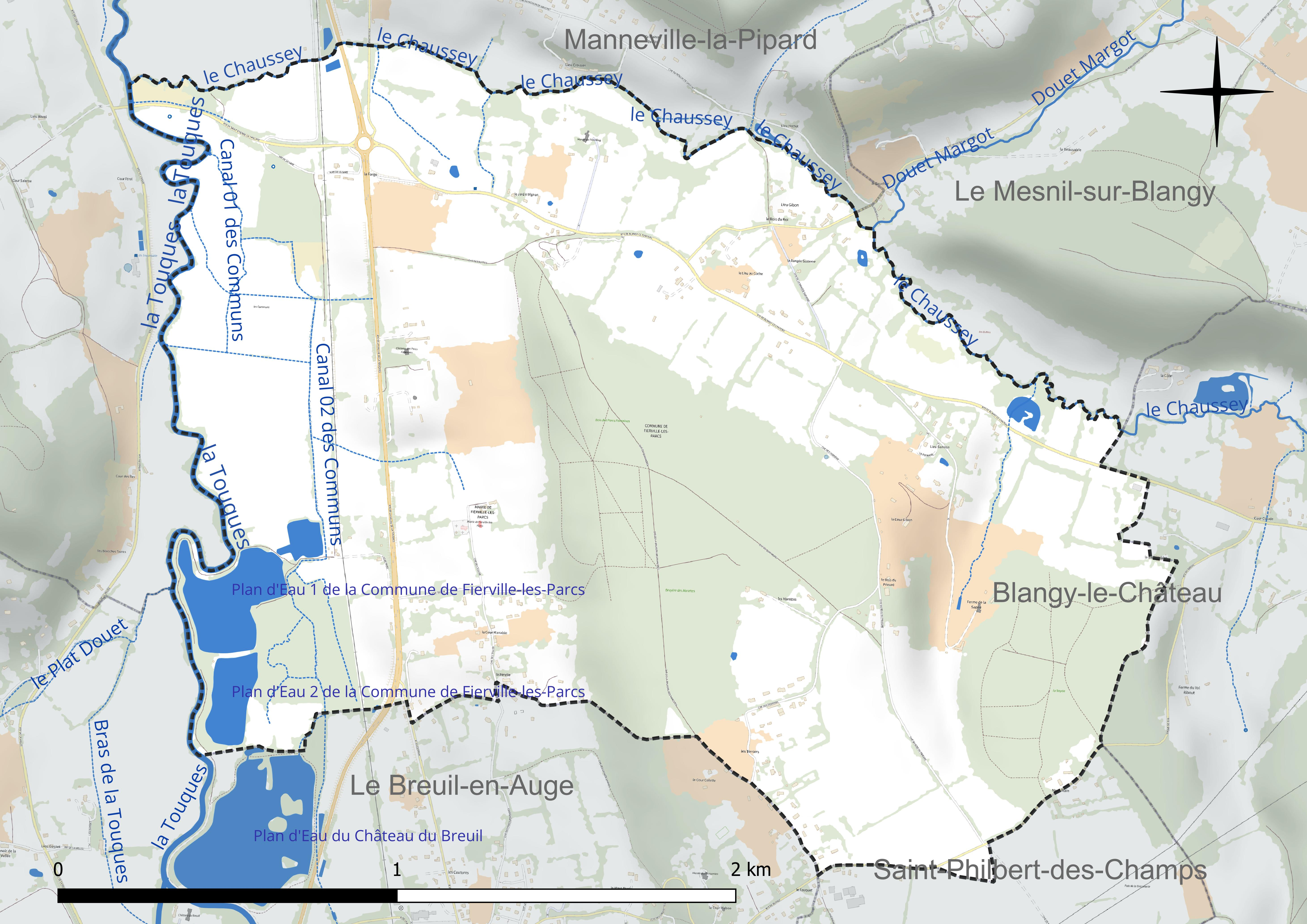
Réseau hydrographique de Fierville-les-Parcs.

Deux plans d'eau complètent le réseau hydrographique : le plan d'eau 1 de la commune de Fierville-les-Parcs (7,2 ha) et le plan d'eau 2 de la commune de Fierville-les-Parcs (3 ha),.

### Climat
Pour des articles plus généraux, voir Climat de la Normandie et Climat du Calvados.
En 2010, le climat de la commune est de type climat océanique franc, selon une étude du CNRS s'appuyant sur une série de données couvrant la période 1971-2000. En 2020, Météo-France publie une typologie des climats de la France métropolitaine dans laquelle la commune est exposée à un climat océanique et est dans la région climatique  Côtes de la Manche orientale, caractérisée par un faible ensoleillement (1 550 h/an) ; forte humidité de l'air (plus de 20 h/jour avec humidité relative > 80 % en hiver), vents forts fréquents. Parallèlement le GIEC normand, un groupe régional d'experts sur le climat, différencie quant à lui, dans une étude de 2020, trois grands types de climats pour la région Normandie, nuancés à une échelle plus fine par les facteurs géographiques locaux. La commune est, selon ce zonage, exposée à un « climat contrasté des collines », correspondant au Pays d'Auge, Lieuvin et Roumois, moins directement soumis aux flux océaniques et connaissant toutefois des précipitations assez marquées en raison des reliefs collinaires qui favorisent leur formation.
Pour la période 1971-2000, la température annuelle moyenne est de 10,7 °C, avec  une amplitude thermique annuelle de 13,1 °C. Le cumul annuel moyen de précipitations est de 849 mm, avec 13 jours de précipitations en janvier et 8,7 jours en juillet. Pour la période 1991-2020, la température moyenne annuelle observée sur la station météorologique la plus proche, située sur la commune de Lisieux à 11 km à vol d'oiseau, est de 11,7 °C et le cumul annuel moyen de précipitations est de 881,4 mm,. Pour l'avenir, les paramètres climatiques de la commune estimés pour 2050 selon différents scénarios d'émission de gaz à effet de serre sont consultables sur un site dédié publié par Météo-France en novembre 2022.

## Urbanisme

### Typologie
Au 1er janvier 2024, Fierville-les-Parcs est catégorisée commune rurale à habitat dispersé, selon la nouvelle grille communale de densité à 7 niveaux définie par l'Insee en 2022.
Elle est située hors unité urbaine et hors attraction des villes,.

### Occupation des sols
L'occupation des sols de la commune, telle qu'elle ressort de la base de données européenne d'occupation biophysique des sols Corine Land Cover (CLC), est marquée par l'importance des territoires agricoles (73,9 % en 2018), une proportion identique à celle de 1990 (73,9 %). La répartition détaillée en 2018 est la suivante : 
prairies (68 %), forêts (22,6 %), terres arables (5,8 %), eaux continentales (3,3 %), zones urbanisées (0,3 %). L'évolution de l'occupation des sols de la commune et de ses infrastructures peut être observée sur les différentes représentations cartographiques du territoire : la carte de Cassini (XVIIIe siècle), la carte d'état-major (1820-1866) et les cartes ou photos aériennes de l'IGN pour la période actuelle (1950 à aujourd'hui).

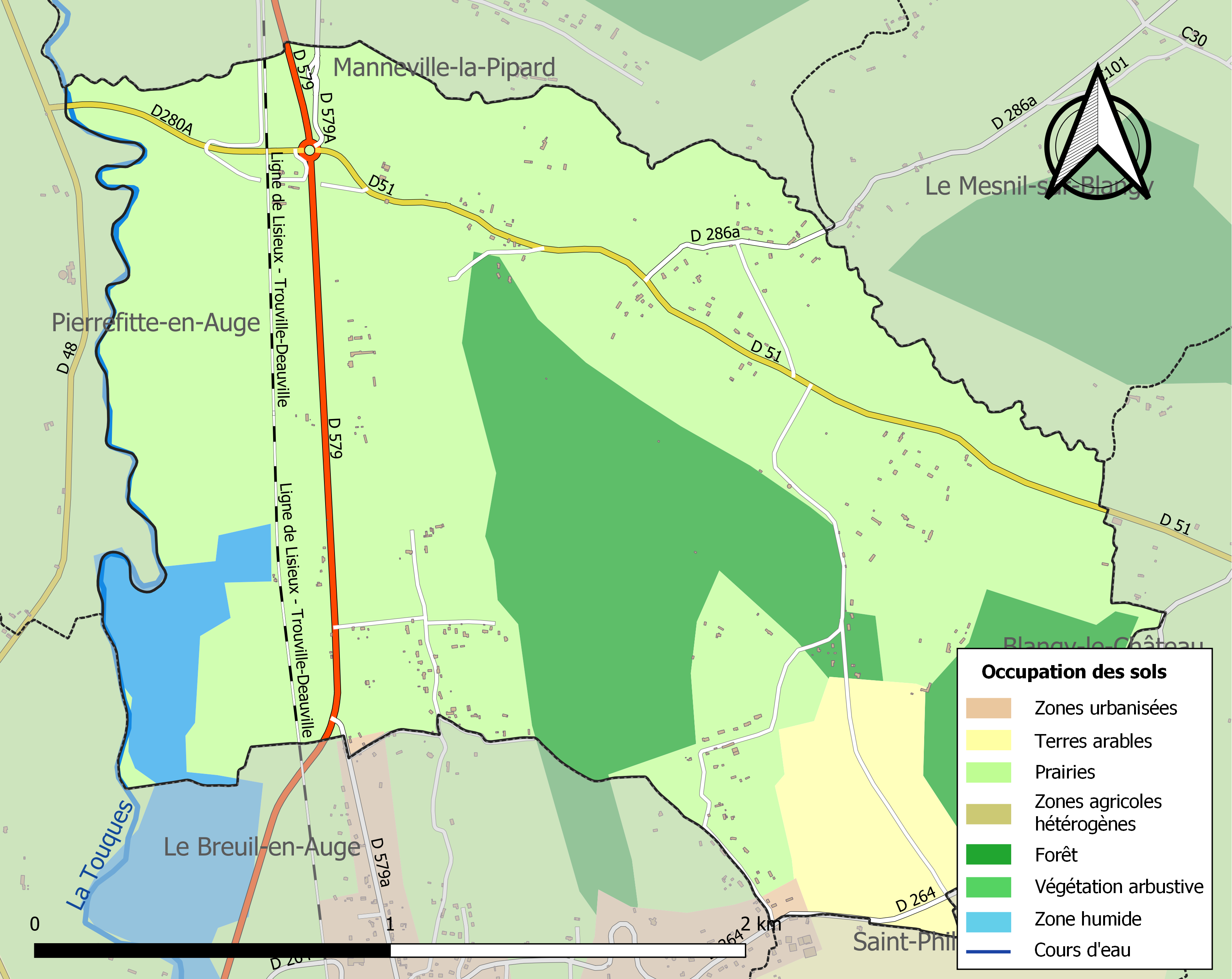
Carte des infrastructures et de l'occupation des sols de la commune en 2018 (CLC).

## Toponymie
Le toponyme Fierville est attesté sous les formes Ferevilla, Firvilla et Fiervilla au XVIe siècle.
Fier et ville avaient en ancien français le sens de « remarquable » et « domaine rural ».
Les Parcs désignait un endroit permettant d'enfermer les animaux, de les parquer. Les parcs des châteaux nourrissaient des bêtes sauvages destinées à être chassées. Au parc s'opposait la forêt, que son nom, dérivé du mot foris (« en dehors »), désignait comme extérieure au parc.

## Histoire
Les communes de Fierville et des Parcs-Fontaines ont été réunies le 26 février 1853, et la commune  porte depuis le nom de Fierville-les-Parcs.

## Politique et administration
| Période                                  | Période   | Identité          | Étiquette | Qualité                      |
| ---------------------------------------- | --------- | ----------------- | --------- | ---------------------------- |
| 1989                                     | mars 2008 | Jean-Louis Loisel | SE        | -                            |
| mars 2008                                | En cours  | Arlette Dudognon  | SE        | Directrice d'école retraitée |
| Les données manquantes sont à compléter. |           |                   |           |                              |

Le conseil municipal est composé de onze membres dont le maire et deux adjoints.

## Démographie
L'évolution du nombre d'habitants est connue à travers les recensements de la population effectués dans la commune depuis 1793. Pour les communes de moins de 10 000 habitants, une enquête de recensement portant sur toute la population est réalisée tous les cinq ans, les populations de référence des années intermédiaires étant quant à elles estimées par interpolation ou extrapolation. Pour la commune, le premier recensement exhaustif entrant dans le cadre du nouveau dispositif a été réalisé en 2004.
En 2022, la commune comptait 236 habitants, en évolution de +15,12 % par rapport à 2016 (Calvados : +1,58 %, France hors Mayotte : +2,11 %).
Fierville-les-Parcs a compté jusqu'à 212 habitants en 1856, à la suite de la fusion de communes, mais les deux communes totalisaient 291 habitants en 1851.
| 1793 | 1800 | 1806 | 1821 | 1831 | 1836 | 1841 | 1846 | 1851 |
| ---- | ---- | ---- | ---- | ---- | ---- | ---- | ---- | ---- |
| 178  | 165  | 172  | 150  | 133  | 130  | 147  | 125  | 229  |

| 1856 | 1861 | 1866 | 1872 | 1876 | 1881 | 1886 | 1891 | 1896 |
| ---- | ---- | ---- | ---- | ---- | ---- | ---- | ---- | ---- |
| 212  | 208  | 183  | 187  | 192  | 197  | 184  | 170  | 178  |

| 1901 | 1906 | 1911 | 1921 | 1926 | 1931 | 1936 | 1946 | 1954 |
| ---- | ---- | ---- | ---- | ---- | ---- | ---- | ---- | ---- |
| 163  | 157  | 148  | 153  | 155  | 160  | 143  | 144  | 134  |

| 1962 | 1968 | 1975 | 1982 | 1990 | 1999 | 2004 | 2006 | 2009 |
| ---- | ---- | ---- | ---- | ---- | ---- | ---- | ---- | ---- |
| 130  | 124  | 112  | 121  | 135  | 192  | 216  | 225  | 222  |

| 2014 | 2019 | 2022 | - | - | - | - | - | - |
| ---- | ---- | ---- | - | - | - | - | - | - |
| 203  | 226  | 236  | - | - | - | - | - | - |

| 1793 | 1800 | 1806 | 1821 | 1831 | 1836 | 1841 | 1846 |
| ---- | ---- | ---- | ---- | ---- | ---- | ---- | ---- |
| 105  | 75   | 119  | 108  | 132  | 142  | 142  | 128  |

## Culture locale et patrimoine

### Lieux et monuments
- L'église Saint-Désir, qui était initialement celle de la paroisse des Parcs-Fontaines, date du XVIe siècle et abrite un retable en bois doré du XVIIe[34], classé au titre objet aux monuments historiques, ainsi que deux tableaux du XVIIIe[35]. L'église disparue Saint-Protais-et-Saint-Gervais[36] de Fierville datait du Xe siècle[37].
- Château des Parcs-Fontaines

L'ancien château a été rasé au XIXe siècle. Il en reste une motte féodale et des douves en parties comblées, face au bois.
- Manoir du Haut des Parcs

Manoir du XVIIe siècle ayant appartenu à la famille d'Éparfontaines. Ce long manoir à colombage à hourdage en torchis (27 mètres sur 5 mètres, d'un étage avec combles) a totalement été démonté en 1985. Restauré et remonté à l'ancienne — simplement avec des goupilles et sans clou — il est sûrement[évasif] une des plus vieilles maisons de Fierville-les-Parcs.
- Manoir de la Sapée, des XVIIe et XVIIIe siècles, partiellement inscrit au titre des monuments historiques par arrêté du 18 février 1993[39].

### Personnalités liées à la commune
- Tancrède de Rohan résida au château des Parcs-Fontaines[40](Esparses Fontaines), de 1636 à 1638. Il fut tué plus tard aux portes de Paris lors des troubles de la Fronde.
- Les grandes familles ayant demeuré à Fierville les Parcs sont les (de) Cantel, (d')Éparfontaine, (de) Mauduit, Rondel, Heuzey dont Juliette Heuzey[41] et la famille Van Cleef[42],[43].

### Héraldique
| Blason de Fierville-les-Parcs | Blason  | D'azur au soleil figuré de douze rais droits, accompagné de trois flanchis formés de quatre feuilles de frêne, le tout d'or. |
| Blason de Fierville-les-Parcs | Détails | Le statut officiel du blason reste à déterminer.                                                                             |